# بخش وانه
بخش وانه (به فرانسوی: Arrondissement de Vannes) یک بخش در فرانسه است که در موربیان واقع شده‌است.